# Henri Coandă

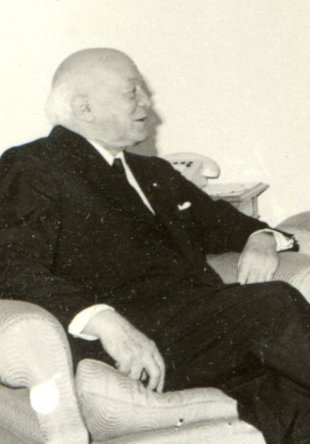
Henri Coandă in 1967

Henri Marie Coandă (Boekarest, 7 juni 1886 - aldaar, 25 november 1972) was een Roemeens uitvinder, aerodynamisch ingenieur en de geestelijk vader van de straaljager.
Coandă werd geboren als tweede zoon van generaal Constantin Coandă en Aida Danet, die vijf zonen en twee dochters hadden.
Coandă verwierf de grootste bekendheid door zijn onderzoek naar het verschijnsel dat een vloeistofstroom een convex oppervlak volgt, in plaats van een rechte lijn in de oorspronkelijke richting te blijven volgen. Coandă deed in 1910 als eerste proeven met een vliegtuig aangedreven door een voorloper van de straalmotor (een thermojet). Bij een van de proeven raakte zijn prototype door dit later naar hem genoemde 'Coandă-effect' zwaar beschadigd. Verder onderzoek door Henri Coandă zorgde ervoor dat het effect ook nuttig toegepast kon worden. Hiervoor verkreeg Coandă in 1934 een Frans patent.
Het vliegveld van Boekarest, voorheen Otopeni genaamd, heet sinds 2004 Henri Coandă International Airport (Aeroportul Internațional Henri Coandă).

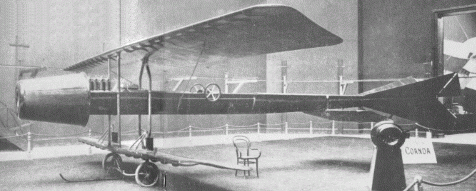
Eerste vliegtuig met straalmotor (1910) door Henri Coandă

- Bibliothèque nationale de France: cb16747803z (data)
- Gemeinsame Normdatei: 124723489
- International Standard Name Identifier: 0000 0000 2208 447X
- Library of Congress Control Number: n83225444
- Nationale Bibliotheek van Polen: a0000003576552
- SNAC: w61p1nmb
- Virtual International Authority File: 954286
- WorldCat: E39PBJckMymKHmJbrbrWYrxFKd